# Poecilimon chostae
Poecilimon chostae är en insektsart som beskrevs av Stshelkanovtzev 1935. Poecilimon chostae ingår i släktet Poecilimon och familjen vårtbitare. Inga underarter finns listade i Catalogue of Life.